# Хишам бен аль-Хакам
Абу Мухаммад Хишам бен аль-Хакам аль-Куфи (араб. ابو محمد هشام بن الحكم الكوفي ; ум. в 814, Багдад) — мусульманский богослов-полемист, один из основоположников шиитской догматики, историк, последователей которого называли «аль-хишамийа».

## Учение
Ученик Джафара ас-Садика, особый интерес проявил к философским и богословским проблемам. Общение с признанными авторитетами в разных областях мусульманских знаний способствовало тому, что он в совершенстве овладел основами и тонкостями формировавшегося шиитского богословия и стал крупнейшим знатоком и теоретиком учения об имамате. Сыграл видную роль в ознакомлении шиитских кругов с представлениями христианских гностиков. Искусный полемист, быстро и решительно отвечавший оппонентам, был пропагандистом и идеологом «умеренных» шиитов, вел активную полемику с мутазилитами, своими единомышленниками-имамитами и зейдитами. В правление халифа Мухаммада бен Мансура аль-Махди, который сурово преследовал всякого рода «заблуждения» и по приказу которого было составлено описание всех категорий «заблудших», в том числе хишамитов, имам Муса аль-Казим запретил ему заниматься богословием и участвовать в диспутах, дабы не подвергать своих приверженцев преследованиям.
Его считали его создателем учения об антропоморфизме. Ему приписывали самые разные суждения об Аллахе и «божественных атрибутах».
Поначалу он сравнивал Аллаха с ослепительным светом, слитком, кристаллом, не имеющим формы. Затем он отказался от этого, признав, что Бог — это тело, не похожее ни на какие тела, подразумевая под телом нечто существующее само по себе. Оно конечно и предельно в трех равных между собой измерениях, обладает цветом, запахом, движением, покоем и т. д., однако все эти качества тождественны друг другу (его цвет есть его запах, его запах есть его движение и т. д.). Место его пребывания — трон, но это место возникло во времени как результат движения бога. В отношении «божественных атрибутов» он занял промежуточную позицию между традиционалистами и мутазилитами. Но позже он отказался и от этого
Исходя из тезиса, что атрибуты не имеют определения, и рассматривая Коран как один из «божественных атрибутов», и в этом принципиальном вопросе пришел к компромиссному решению: о Коране нельзя говорить, что он сотворен или несотворен.

## Авторство
Автор 26 сочинений, в том числе полемических («опровержения» дуалистов, натурфилософов, мутазилитов и др.).
Как историк с позиций умеренного шиизма он изложил раннюю историю ислама (первые полтора века) в вопросе определения прав на верховную власть в мусульманской общине-государстве (умме). Его осведомленность в области религиозно-политических и догматических расхождений среди мусульман, его глубокое знание основ и тонкостей шиитской доктрины верховной власти выдвинули его в число ведущих доксографов.

### Значение трудов
Его полемические и теоретические труды положили начало письменной традиции умеренных шиитов в доксографии. Дальнейшую разработку эта традиция получила в трудах его учеников Йунуса бен Абд-ар-Рахмана, Мухаммада бен Аби Умейра и др.
Значение его трудов определяется прежде всего тем, что в них содержится фактический материал о деятельности и учениях конкретных религиозно-политических группировок того периода в истории ислама, когда были высказаны и сформулированы исходные идеи, послужившие идеологической основой религиозно-политических движений как мусульманских вообще, так и шиитских в частности.